# Rene Montero
Rene Montero (ur. 1947 w San Ignacio) – belizeński polityk, członek Zjednoczonej Partii Demokratycznej, poseł z okręgu Cayo Central, minister rolnictwa i rybołówstwa (w latach 2008–2012) i minister transportu (od 2012).

## Życiorys
Ukończył studia na Michigan State University.
Związał się ze Zjednoczoną Partią Demokratyczną i z jej ramienia kandydował do parlamentu.
7 lutego 2008 wygrał wybory parlamentarne w rodzinnym okręgu Cayo Central zdobywając 2890 głosów. Został członkiem Izby Reprezentantów, w po pokonaniu Mario Antonio Castellanosa z PUP stosunkiem głosów: 61,38% do 33,9%.
14 lutego premier Dean Barrow powołał go do swojego rządu na stanowisko ministra rolnictwa i rybołówstwa.
W kolejnych wyborach 7 marca 2012 ponownie dostał się do Izby Reprezentantów z okręgu Cayo Central, w którym pokonał przedstawicielkę PUP: Collet Montejo, zdobywając 2522 głosów (stosunek głosów: 49,72% do 48,86%).
Pięć dni później premier Dean Barrow powołał go do swojego drugiego rządu na stanowisko ministra transportu.
Wiele z jego działań uważanych jest za kontrowersyjne i podlega krytyce prasy.